# 사자들
《사자들》(The Ambassadors)은 헨리 제임스의 1903년 장편소설이다. 뉴섬 부인은 아들인 차드가 파리에서 돌아오지 않기 때문에 약혼자 랜버트 스트레저를 ‘대사(大使)’로서 보내나 그 또한 파리의 매력에 사로잡혀 귀국하지 않는다. 유럽과 미국의 대립이라는 개념 외에, 자아(自我)를 어떻게 하면 실현시킬 수 있는가 하는 테마가 교묘하게 다루어져 있다.